# Stara Wieś (Rykoszyn)
Stara Wieś – część wsi Rykoszyn w Polsce położona w województwie świętokrzyskim, w powiecie kieleckim, w gminie Piekoszów. 
W latach 1975–1998 Stara Wieś administracyjnie należała do województwa kieleckiego.